# Sophia von Mailand

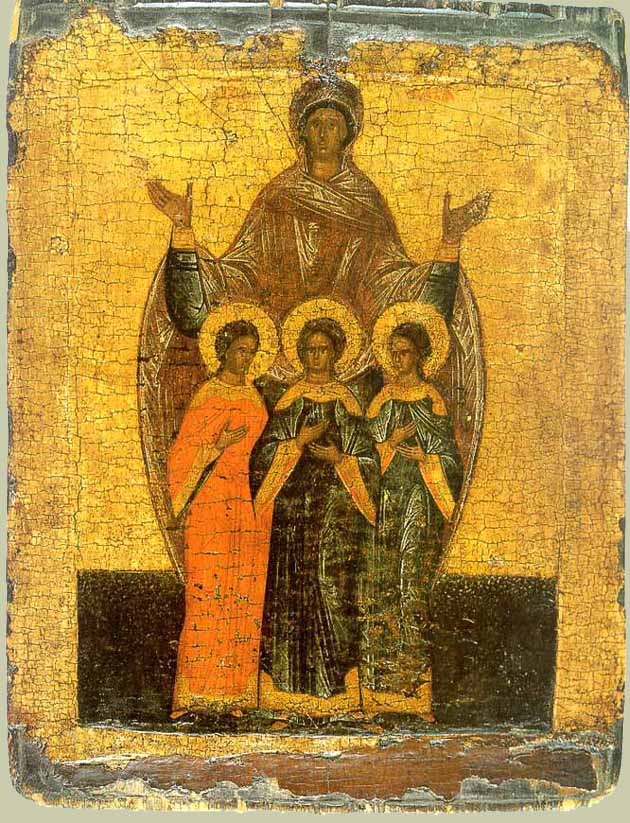
Sophia mit ihren Töchtern

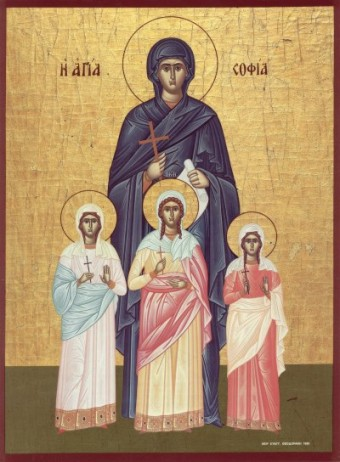
Byzantinische Ikone der Hl. Sophia und ihrer Töchter

Die Geschichte der heiligen Sophia von Mailand (* Mailand; † zwischen 117 und 138 in Rom) ist größtenteils von Legenden überlagert, so dass es sehr schwierig ist, ihre Geschichte wahrheitsgetreu zu rekonstruieren.

## Leben
Sophia war eine wohlhabende Witwe, die sich nach dem Tod ihres Mannes nichts sehnlicher wünschte, als in Rom das Martyrium zu erleiden. Also machte sie sich mit ihren drei Töchtern Fides (der Glaube), Spes (die Hoffnung) und Caritas (Wohltätigkeit) auf nach Rom, wo sich ihr Wunsch erfüllte. Ihre drei Töchter wurden von Kaiser Hadrian nach langer Folter hingerichtet, und Sophia selbst starb, eventuell durch Enthauptung, nachdem sie diese bestattet hatte.
Eine andere Überlieferung weist auf eine Märtyrin – Sophia von Rom – während der Christenverfolgung unter Diokletian hin, deren Gedenktag ist der 15. Mai (vgl. Eisheilige, kalte Sophie).

## Patronin
Heute ist Sophia von Mailand die Schutzpatronin der Witwen und Helferin in Not und Bedrängnis. Schon im Mittelalter wurden sogenannte Sophien-Messen gefeiert. Ihr Gedenktag ist in der katholischen Kirche der 30. September, in der orthodoxen Kirche der 17. September.